# Hopland
Hopland es un área no incorporada ubicado en el sur del condado de Mendocino en el estado estadounidense de California. En el año 2010 tenía una población de 756 habitantes. Es una comunidad agrícola rústico situado el Valle Sanel, entre las colinas cubiertas de robles. Las temperaturas de verano pueden superar los 40 °C.

Establecimientos notables en Hopland incluir el Mendocino Brewing Company, que comenzó en 1983 como la Compañía Cervecera Hopland, y viñedos Fetzer, un importante productor de vinos tintos y blancos en América del Norte, incluyendo Zinfandel, Chardonnay y Merlot.
El acuerdo que se convirtió en Hopland se llamaba originalmente Sanel. Durante los años que tuvo su centro a ambos lados del Río Ruso. Sanel comenzó en la orilla oeste del río en 1859. En 1874, la ciudad se trasladó a la orilla oriental para ser conectado con la autopista de peaje construida para allá. Cuando llegó el ferrocarril en el lado oeste del río, la ciudad volvió a su sitio original.

## Geografía
Hopland se encuentra ubicado en las coordenadas 38°58′4″N 123°7′30″O / 38.96778, -123.12500. Se encuentra en la orilla oeste del Río Ruso 21 km al sur-sureste de Ukiah, a una altitud de 153 m.